# Chikkahomma, Nanjangud
Chikkahomma là một làng thuộc tehsil Nanjangud, huyện Mysore, bang Karnataka, Ấn Độ.